# Желтокорень
Желтоко́рень, или ги́драстис (лат. Hydrastis) — род двудольных цветковых растений, включённый в монотипное подсемейство Гидрастисовые семейства Лютиковые (Ranunculaceae). Включает один вид — Желтокорень канадский.

## Название
Научное название рода, Hydrastis, было впервые употреблено Джоном Эллисом в 10-м издании книги Карла Линнея Systema Naturae 1759 года. Оно образовано от названия другого рода растений, Hydrophyllum, в который Линней первоначально (в 1753 году) поместил это растение.

## Ботаническое описание
Желтокорень канадский — многолетнее травянистое растение с простым прямым стеблем, не превышающим 50 см в высоту. Имеется три сходных листа — один прикорневой, обычно быстро исчезающий, и два стеблевых. Листовая пластинка в очертании округло-сердцевидная, пальчато-рассечённая на 3—9 долей, с единожды- или дважды-зубчатым краем.
Цветок одиночный, на конце стебля, обоеполый, до 1,8 см в диаметре. Чашечка белого или зеленоватого цвета, разделена на три продолговато-яйцевидных чашелистика. Венчик отсутствует. Тычинки многочисленные (в количестве до 75), белые, заметные, до 8 мм длиной.
Плоды сборные, 10—15×8—20 мм, состоят из ягодовидных плодиков красного цвета, каждый из которых 5—8×1,5—5 мм. Семена чёрные, гладкие, блестящие, продолговатые.

## Ареал
Желтокорень широко распространён в восточной части Северной Америки. Северная граница ареала — Онтарио, южная — Джорджия. Заходит на запад в Айову, Миннесоту, Миссури, Арканзас и Миссисипи. Из-за неограниченного сбора корневищ этого растения его охранный статус вызывает опасения — растение стало редким во многих штатах США.

## Использование
Индейцы Северной Америки использовали корни гидрастиса для лечения самых разнообразных болезней — рака, лихорадки, пневмонии, туберкулёза, диспепсии, коклюша, болезней сердца, печени, уха, глаза. Корень растения обладает наркотическим действием, его настойка использовалась как тонизирующее средство. Также корень используется в качестве жёлтого текстильного красителя.
О действующих началах, входящих в состав растения см. также ст. берберин, гидрастин, канадин.

## Таксономия
|  |                                      |  |                                                         |                                                         |                     |  | ещё 6 семейств (согласно Системе APG III) |                    |                    |                           |
|  |                                      |  |                                                         |                                                         |                     |  |                                           |                    |                    | вид Желтокорень канадский |
|  |                                      |  |                                                         | порядок Лютикоцветные                                   |                     |  |                                           |                    | род Желтокорень    |                           |
|  |                                      |  |                                                         | порядок Лютикоцветные                                   |                     |  |                                           |                    | род Желтокорень    |                           |
|  | отдел Цветковые, или Покрытосеменные |  |                                                         |                                                         | семейство Лютиковые |  |                                           |                    |                    |                           |
|  | отдел Цветковые, или Покрытосеменные |  |                                                         |                                                         |                     |  |                                           |                    |                    |                           |
|  |                                      |  | ещё 58 порядков цветковых растений (по Системе APG III) | ещё 58 порядков цветковых растений (по Системе APG III) |                     |  |                                           | ещё около 60 родов | ещё около 60 родов |                           |
|  |                                      |  |                                                         | ещё 58 порядков цветковых растений (по Системе APG III) |                     |  |                                           |                    | ещё около 60 родов |                           |

### Синонимы
Рода Hydrastis:
- Warnera Mill., 1759

Вида Hydrastis canadensis:
- Hydrastis trifolia Raf., 1837
- Hydrophyllum verum subsp. canadensium L., 1753
- Warnera canadensis (L.) Mill., 1768
- Warnera diphylla Raf., 1828
- Warnera tinctoria Raf., 1828